# Tony Cox
Joseph Anthony Cox (n. 31 martie 1958, Uniontown⁠(d), Alabama, SUA) este un actor american cunoscut pentru rolurile din Moșul cel rău, Vineri, Eu, cu mine și Irene⁠(d) , Despre dragoste și alte aiureli⁠(d) , Despre super-eroi și... alte aiureli⁠(d), Dezastre si alte catastrofe⁠(d) și Spiridușul II⁠(d). Acesta a apărut în filmul Willow⁠(d) al lui George Lucas, în rolul unui Ewok în Războiul stelelor - Întoarcerea lui Jedi și în rolul preotului în filmul Beetlejuice al lui Tim Burton.  De asemenea, Cox a apărut și în diverse videoclipuri muzicale.

## Biografie
Cox s-a născut în Uniontown, Alabama⁠(d), fiul lui Henriette Cox-Penn și al lui Joe Cox. Și-a petrecut copilăria în Uniontown, alături de bunicii săi, Lottie și Henry Jones. Mama și tatăl său vitreg - Rudolph (Rudy) Penn - locuiesc în College Park, Georgia⁠(d). La vârsta de 10 ani, acesta era un baterist pasionat. Și-a cunoscut viitoarea soție, Otelia, în perioada liceului. Cei doi s-au căsătorit în 1981.
După absolvirea liceului, Cox a urmat cursurile Universității de Stat din Alabama⁠(d) și plănuia inițial să studieze muzica. Cox a declarat într-un interviu din 2003 pentru revista Jet⁠(d): „Am improvizat. A fost exact ca în filmul În ritmul tobei⁠(d). Am cântat împotriva unor bateriști din școală și nu au fost mai buni decât mine. Pur și simplu nu puteam citi partitura”.

### Cariera
Cox a decis să devină actor după ce a văzut interpretările lui Billy Barty⁠(d), actor și fondator al organizației Little People of America⁠(d). Încurajat de rude și prieteni, s-a mutat în Los Angeles la vârsta de 18 ani. A urmat cursurile Merrick Studio School of Acting cu scenaristul De De Tillman și în curând a început să lucreze în reclame, filme și seriale de televiziune. A intrat în atenția publicului cinefil odată cu rolurile din Moșul cel rău și Despre dragoste și alte aiureli. Rolul principal - interpretat alături de Billy Bob Thornton - în Moșul cel rău reprezenta o apariție rară a unui actor de mică statură într-un rol principal. Cox și-a reluat rolul în continuarea Moșul cel rău 2, lansat în 2016.
Cox a avut un rol în primul sezon al sitcomului Martin⁠(d), interpretându-l pe Bennie, prietenul lui Trey (Bushwick Bill⁠(d)). Cox a obținut un rol important și în filmul Eu, cu mine și Irene al fraților Farrelly, interpretând un șofer de limuzină, membru Mensa International, care îi fură soția personajului jucat de Jim Carrey.

## Filmografie
| An   | Titlu                                  | Rol                         | Note                       |
| ---- | -------------------------------------- | --------------------------- | -------------------------- |
| 1980 | Dr. Heckyl and Mr. Hype                | Bad William                 |                            |
| 1981 | Nice Dreams                            | Midget Nut                  | Sub numele Joe Anthony Cox |
| 1981 | Smokey Bites The Dust                  | Desk Clerk                  |                            |
| 1981 | Under the Rainbow                      | Hotel Rainbow Guest         |                            |
| 1982 | Penitentiary 2                         | Midget                      | Sub numele Joe Anthony Cox |
| 1982 | Jekyll and Hyde...Together Again       | Lawn Jockey #1              |                            |
| 1983 | Return of the Jedi                     | Ewok                        |                            |
| 1986 | Invaders from Mars                     | Drone                       | Sub numele Joe Anthony Cox |
| 1986 | Captain EO                             | Hooter                      | Scurtmetraj                |
| 1986 | Hollywood Zap!                         | Kong                        |                            |
| 1987 | Valet Girls                            | Sammy Rodenko               |                            |
| 1987 | Spaceballs                             | Dink                        |                            |
| 1987 | Retribution                            | Hotel Resident              |                            |
| 1988 | Beetlejuice                            | Minister                    |                            |
| 1988 | Willow                                 | Nelwyn Warrior              |                            |
| 1988 | I'm Gonna Git You Sucka                | Wayne Evans                 |                            |
| 1988 | Rented Lips                            | Tyrell                      |                            |
| 1988 | Bird                                   | Pee Wee Marquette           |                            |
| 1990 | Spaced Invaders                        | Corporal Pez                |                            |
| 1990 | Rockula                                | Big Al                      |                            |
| 1991 | Bill & Ted's Bogus Journey             | Station                     | Necreditat                 |
| 1991 | The Dark Backward                      | Human Xylophone             |                            |
| 1992 | Mom and Dad Save the World             | Blaaatt                     |                            |
| 1994 | The Silence of the Hams                | Dwarf Guard                 |                            |
| 1994 | Leprechaun 2                           | African-American Leprechaun |                            |
| 1994 | Blankman                               | Midget Man                  |                            |
| 1994 | Ghoulies IV                            | Ghoulie Dark                | Direct-to-video            |
| 1995 | Friday                                 | Mr. Parker                  |                            |
| 1995 | The Fantasticks                        | Bavarian Baby's Assistant   | Sub numele Joe Anthony Cox |
| 2000 | Me,Myself & Irene                      | Limo Driver                 |                            |
| 2003 | Bad Santa                              | Marcus Skidmore             |                            |
| 2003 | The Hebrew Hammer                      | Jamal                       |                            |
| 2005 | Back By Midnight                       | Prison Guard Smitty         |                            |
| 2006 | Date Movie                             | Hitch                       |                            |
| 2006 | National Lampoon's TV: The Movie       | Stubbs                      |                            |
| 2007 | Epic Movie                             | Bink                        |                            |
| 2007 | Who's Your Caddy ?                     | Big Willie Johnson          |                            |
| 2008 | Disaster Movie                         | Indiana Jones               |                            |
| 2010 | The Warrior's Way                      | Eight-Ball                  |                            |
| 2010 | Meet Monica Velours                    | Petting Zoo Club Owner      |                            |
| 2011 | The Legend of Awesomest Maximus        | Minorities                  |                            |
| 2012 | Partysaurus Rex                        | Chuck E. Duck               | Scrutmetraj Dublaj         |
| 2012 | Guns, Girls and Gambling               | Little Person Elvis         |                            |
| 2013 | White T                                | Head Bouncer                |                            |
| 2013 | Oz the Great and Powerful              | Knuck/Sourpuss              |                            |
| 2015 | Strange Magic                          | Plum Elf                    | Dublaj                     |
| 2015 | The Heyday of the Insensitive Bastards | Mr. Chubb                   |                            |
| 2016 | Bad Santa 2                            | Marcus Skidmore             |                            |

### Seriale
| An        | Titlu                                 | Rol                 | Note                                        |
| --------- | ------------------------------------- | ------------------- | ------------------------------------------- |
| 1981      | Buck Rogers in the 25th Century       | Private Zedth       | Episodul: "Shgoratchx!"                     |
| 1982      | The Greatest American Hero            | Circus Dwarf        | Episodul: "Just Another Three-Ring Circus"  |
| 1984      | Faerie Tale Theatre                   | Bubba/Herald        | 2 episoade                                  |
| 1984      | Pryor's Place                         | Allen               | Episodul:"Voyage to the Planet of the Dumb" |
| 1984      | Caravan of Courage: An Ewok Adventure | Widdle              | Film de televiziune, cascador               |
| 1985      | Ewoks: The Battle for Endor           | Willy               | Film de televiziune                         |
| 1985      | ABC Weekend Special                   | N/A                 | Episodul: "The Adventures of Teddy Ruxpin"  |
| 1987      | Thirtysomething                       | Dread               | Episodul: "Nice Work If You Can Get It"     |
| 1990      | Married... with Children              | Alien               | Episodul: "Married...With Aliens"           |
| 1992      | In Living Color                       | Gazda               | Episodul: "Black People Award"              |
| 1993-1994 | Martin                                | Mr. Johnson/Bennie  | 2 episoade                                  |
| 1996      | Mad TV                                | Mr. White           | Episodul: "Season 2 Episode 6"              |
| 1997      | Claude's Crib                         | Reenactment Shorty  | Episodul: "Hometown Hero"                   |
| 1997      | The Jamie Foxx Show                   | Sweet & Low         | Episodul: "Step Up to Get Down"             |
| 1999      | Stark Raving Mad                      | Goldy               | Episodul: "Christmas Cheerleader"           |
| 1999-2000 | Linc's                                | El însuși           | 2 episoade                                  |
| 2002      | Frasier                               | Angel #1            | Episodul:"The Proposal"                     |
| 2004      | Rescue Me                             | Arlo                | 3 episoade                                  |
| 2004      | Method & Red                          | N/A                 | Episodul: "Neighborhood Watch"              |
| 2007      | Carpoolers                            | Seth                | Episodul: "The Seminar"                     |
| 2010      | Psych                                 | El însuși           | Episodul:"The Polarizing Express"           |
| 2012      | A Fairly Odd Christmas                | Elmer the Elder Elf | Film de televiziune, dublaj                 |
| 2014      | Almost Human                          | Di Carlo            | Episodul:"Beholder"                         |